# Benthonectes filipes
Benthonectes filipes är en kräftdjursart som beskrevs av Sidney Irving Smith 1885. Benthonectes filipes ingår i släktet Benthonectes och familjen Benthesicymidae. Inga underarter finns listade i Catalogue of Life.